# Encore une fois, si vous permettez
Encore une fois, si vous permettez est une pièce de théâtre de Michel Tremblay dont la première a lieu en 1998. Elle met en scène les personnages de Nana et son fils, le narrateur. 
L'œuvre est « créée à l’occasion du trentième anniversaire des Belles-sœurs, et du cinquantième du Théâtre du Rideau Vert. »

## Argument
Le narrateur se souvient des dons de conteuse de sa mère, Nana. Et voilà, jaillie du passé, Nana en personne qui vient raconter sur scène ses intarissables histoires. Mais le temps fuit et la mort de Nana approche. 
« L'hommage que rend, ici, Michel Tremblay à sa mère est tout imprégné d'amour filial et de reconnaissance sentie. »
— Louise Vigeant, Cahiers de théâtre Jeu no 89, 1998.

## Création
Encore une fois, si vous permettez est créé le 4 août 1998 par le Théâtre du Rideau Vert, dans une mise en scène de André Brassard. La distribution originale est composée de Rita Lafontaine et André Brassard.

## Édition
Michel Tremblay, Encore une fois, si vous permettez, Léméac Éditeur, 1998, 66 p.